# Karl Schmid (Mediävist)
Karl Schmid (* 24. September 1923 in Arlen, Kreis Konstanz; † 14. November 1993 in Freiburg im Breisgau) war ein deutscher Mediävist. Er lehrte von 1965 bis 1972 an der Universität Münster und von 1972 bis 1988 an der Universität Freiburg als Professor für mittelalterliche Geschichte. Schmid legte grundlegende Studien zur Personengeschichte des früheren Mittelalters vor.

## Leben und Wirken
Karl Schmid wurde als Sohn des Industriekaufmanns Wilhelm Johann Schmid (1895–1985) und dessen Frau Hermine Stephanie, geb. Hatt (1897–1981), in Arlen (heute Ortsteil von Rielasingen) bei Singen am Hohentwiel geboren. Seit 1934 besuchte Schmid die damalige Langemarck-Oberschule in Singen, an der er im März 1942 das Abitur ablegte. Einen Monat später wurde er zur Wehrmacht nach Russland eingezogen und geriet im April 1945 in amerikanische Kriegsgefangenschaft. Seit 1946 studierte er Geschichte, Philosophie, französische und englische Philologie sowie deutsche Literaturgeschichte an der Universität Freiburg. Im Dezember 1951 wurde er dort mit einer von Gerd Tellenbach betreuten Arbeit zu Graf Rudolf von Pfullendorf promoviert (Zweitgutachter der Arbeit war Clemens Bauer). Bis zum Druck der Arbeit 1954 schöpfte Schmid aus den Quellen noch weitere Erkenntnisse, die den landesgeschichtlichen Ansatz bis zur mittelalterlichen Kaiser- und Reichsgeschichte fortführten. Schmid gehörte zu einer Gruppe junger Historiker, die sich um Gerd Tellenbach zum sogenannten „Freiburger Arbeitskreis“ zur mittelalterlichen Personenforschung zusammenschlossen. Schmid habilitierte sich 1961 mit der Arbeit Geblüt, Herrschaft, Geschlechterbewusstsein ebenfalls an der Universität Freiburg. Ab 1961 war er Dozent für Mittlere und Neuere Geschichte in Freiburg. Von 1963 bis 1965 war er Stipendiat des Deutschen Historischen Instituts in Rom. Im Jahre 1965 kehrte er nach Deutschland zurück, wo er auf einen Lehrstuhl für Mittelalterliche Geschichte an der Universität Münster berufen wurde. Seine Antrittsvorlesung hielt er über die Erforschung von Gruppen in der frühmittelalterlichen Gesellschaft. Im Jahre 1972 wechselte er von dort als Professor für mittelalterliche Geschichte zurück an die Universität Freiburg und übernahm den Lehrstuhl seines Lehrers Tellenbach. 1988 wurde er emeritiert. Zu seinen akademischen Schülern zählten unter anderem Gerd Althoff, Michael Borgolte, Thomas Frank, Dieter Geuenich und Alfons Zettler.
Seine wissenschaftlichen Arbeitsgebiete waren die Geschichte der mittelalterlichen Memoria, die Adels- und Geschlechterforschung und die südwestdeutsche Landesgeschichte. Er war seit 1968 ordentliches Mitglied der Historischen Kommission für Westfalen und seit 1977 Mitglied des Konstanzer Arbeitskreises für mittelalterliche Geschichte.
Im Zuge der Erschließung der klösterlichen Gedenkbücher aus karolingisch- und ottonischer Zeit stieß Schmid im Reichenauer Gedenkbuch auf einen Eintrag, der Otto bereits 929 als rex bezeichnet. Die englische Königstochter, mit der sich Otto 929 oder spätestens 930 vermählte, wurde dabei nicht aufgeführt. In diesem Zusammenhang verwies Schmid auf eine am 16. September 929 ausgestellte Urkunde Heinrichs, die der Königin Mathilde ihr Witwengut zusichert, sowie auf eine Urkunde aus Straßburg vom 27. Dezember 929, die einen Weihnachtsaufenthalt des Hofes am Oberrhein überliefert. Der Königshof befand sich damit in unmittelbarer Nähe zu dem Raum, wo sich zuvor die englische Gesandtschaft aufhielt. Diese Einzelregelungen Heinrichs hat Schmid als zusammenhängende Teile einer systematischen „Hausordnung“ aufgefasst, die als Höhepunkt Otto als Nachfolger in der Königsherrschaft vorsah. Mit seinen Forschungsbeiträgen von 1960 und 1964 zur Thronfolge Ottos I. hatte Karl Schmid neue Fakten in die fachwissenschaftliche Diskussion eingeführt. Bis dahin war die Forschung ausschließlich von den Angaben des Geschichtsschreibers Widukind von Corvey ausgegangen. Aus Widukinds Sachsengeschichte schien hervorzugehen, dass König Heinrich I. seinen ältesten Sohn Otto 936 und damit erst kurz vor seinem Tod zum Nachfolger bestimmt hatte.
Im Jahr 1970 veröffentlichte er gemeinsam mit Eduard Hlawitschka und Gerd Tellenbach die Edition des Liber memorialis von Remiremont, die mehr als 2000 Gedenkeinträge und Traditionsnotizen von rund 160 Schreiberhänden hervorbrachte. Mit Joachim Wollasch begründete er 1975 ein „kommentiertes Quellenwerk zur Erforschung der Personen und Personengruppen des Mittelalters“, die „Societas et Fraternitas“. In den Jahren 1983 und 1989 gaben beide Historiker den Liber vitae der Abtei Corvey heraus. Bei den Monumenta Germaniae Historica begründete er 1975 mit den Libri memoriales et necrologia, Nova Series eine neue Reihe und leitete sie mit zwei Editionen ein. Als Auftakt der Reihe veröffentlichte Schmid mit Johanne Autenrieth und Dieter Geuenich im Jahr 1979 das Reichenauer Verbrüderungsbuch von 824 mit 38232 Personennamen.
Schmid verstarb kurz nach seinem 70. Geburtstag am 14. November 1993 in Freiburg im Breisgau an schwerer Krankheit.

## Schriften (Auswahl)
- Graf Rudolf von Pfullendorf und Kaiser Friedrich I. (= Forschungen zur oberrheinischen Landesgeschichte. Bd. 1). Albert, Freiburg im Breisgau 1954 (Zugl.: Freiburg (Breisgau), Univ., Diss., 1951 u.d.T.: Graf Rudolf von Pfullendorf).
- Kloster Hirsau und seine Stifter (= Forschungen zur oberrheinischen Landesgeschichte. Bd. 9). Albert, Freiburg im Breisgau 1959.
- Geblüt, Herrschaft, Geschlechterbewußtsein. Grundfragen zum Verständnis des Adels im Mittelalter. Aus dem Nachlass hrsg. und eingel. von Dieter Mertens. Thorbecke, Sigmaringen 1998, ISBN 3-7995-6644-9 (Zugl.: Freiburg (Breisgau), Univ., Habil.-Schrift, 1961).
- Gebetsgedenken und adliges Selbstverständnis im Mittelalter. Ausgewählte Beiträge. Festgabe zu seinem sechzigsten Geburtstag. Thorbecke, Sigmaringen 1983, ISBN 3-7995-7023-3.